# Susanne Schwandt
Susanne Schwandt, geborene Klünder (* 1943 in Althagen) ist eine deutsche Grafikerin und Illustratorin.

## Leben
Susanne Schwandt wurde 1943 als Tochter des Künstlerehepaars Arnold Klünder und Barbara Klünder geboren. Ihre mütterlichen Großeltern waren das Künstlerehepaar Fritz Koch-Gotha und Dora Koch-Stetter. Sie verbrachte ihre Kindheit auf dem Fischland, wo die drei Generationen in Althagen unter einem Dach lebten. Durch das Elternhaus wurde bereits ihr Berufswunsch geprägt, Grafikerin, Zeichnerin oder Buchillustratorin zu werden. Nach dem Abitur und einem Praktikum in einer Berliner Druckerei absolvierte sie ein Studium an der Hochschule für industrielle Formgestaltung Halle, Burg Giebichenstein in Halle (Saale). Das Studium – in der Grafikklasse von Walter Funkat – schloss sie 1968 mit dem Diplom ab. Bereits in Halle gehörten der Maler Wasja Götze und die Textilgestalterin Inge Götze zu ihrem engeren Freundeskreis. Die Einladungen Susanne Schwandts machten Ahrenshoop-Althagen für die Familie Götze für mehrere Jahre zu einem Refugium und temporären Arbeitsort.
Susanne Schwandt wurde Mitglied im Verband Bildender Künstler, sie verdiente sich mit verschiedenen künstlerischen Arbeiten ihren Lebensunterhalt. 1972 heiratete sie den Verlagsvertreter Tell Schwandt (* 1948) und zog nach Berlin (West). Als Mutter von drei Kindern kommt sie in diesen Jahren nur wenig zur Arbeit für ihre Kunst. Seit 1988 widmete sie sich wieder ihrem Beruf. Sie arbeitet als Trickfilmzeichnerin, Schulbuchillustratorin und als Illustratorin für Kinderbücher. Susanne Schwandt lebt heute mit ihrer Familie in Berlin. Ihr Sohn Samuel Schwandt (* 1976) ist ebenfalls Maler und Designer.